# Josip Generalić
Josip Generalić (Hlebine, 19 febbraio 1936 – Koprivnica, 22 dicembre 2004) è stato un pittore croato di arte naïf, figlio di Ivan Generalić.
Nel 1960 lasciò il villaggio natale per trasferirsi a Zagabria dove studio e si diplomò nel 1962. Si è sposato nel 1969 e dal matrimonio è nato il figlio Goran, anch'egli pittore. Nel 1998 ritornò a Hlebine dove rimase fino alla morte e dove è sepolto. Negli anni ‘70 viaggiò a Trieste ed in altre città del nord Italia dove realizzava i suoi dipinti per poi venderli porta a porta con discreto successo. 
| Controllo di autorità | VIAF (EN) 119486116 · ISNI (EN) 0000 0000 8415 4605 · Europeana agent/base/57787 · ULAN (EN) 500083151 · LCCN (EN) nr90017047 · GND (DE) 122266595 · BNF (FR) cb12063556d (data) · CONOR.SI (SL) 66520163 |